# Luis Ceballos
Luis Avelino Ceballos Bustos (* 20. September 1964 in Lota) ist ein ehemaliger chilenischer Fußballspieler. Der Mittelfeldspieler gewann mit der B-Nationalmannschaft die Silbermedaille bei den Panamerikanischen Spielen 1987 und wurde auf Vereinsebene 1988 chilenischer Meister.

## Karriere

### Verein
Luis Ceballos begann in den Jugendabteilungen von Lota Schwager, wo er 1984 sein Profidebüt gab. Im Jahr 1986 gelang ihm mit dem Klub aus Lota der Aufstieg in die Primera División, nachdem sie Meister der Segunda División 1986 geworden waren. 1988 wechselte er zum CD Cobreloa, mit dem er den nationalen Meistertitel gewann. Später spielte er bei Fernández Vial, CD O’Higgins, CSD Colo-Colo, Independiente Santa Fe aus Kolumbien, CD Universidad Católica, Deportes La Serena, CD Huachipato und Everton. Mit Universidad Católica und Colo-Colo gelangen ihm 1994 und 1995 zwei Pokalsiege.
Während seiner Zeit bei Universidad Católica gab Ceballos an, dass das Team im Jahr 1995 Drogen konsumierte, um seine sportliche Leistung zu verbessern.

### Nationalmannschaft
Im August 1987 war Ceballos im Kader der chilenischen B-Nationalmannschaft, die bei den Panamerikanischen Spielen in Indianapolis antrat. Dort gewann La Roja die Silbermedaille, nachdem sie im Halbfinale Argentinien mit 3:2 besiegt und im Finale gegen Brasilien mit 0:2 verloren hatte, und wurde somit Vizemeister des Turniers. Der Sieg gegen Argentinien war der erste Sieg einer chilenischen Männernationalmannschaft gegen den Nachbarstaat.

### Trainer
Seit seinem Karriereende arbeitet Ceballos als Trainer, ab 2005 vom Verein Fernández Vial. Seit April 2023 trainiert er die Frauenmannschaft des Vereins.

## Erfolge
Lota Schwager
- Meister der Segunda División: 1986

Cobreloa
- Chilenischer Meister: 1988

Colo-Colo
- Chilenischer Pokalsieger: 1994

Universidad Católica
- Chilenischer Pokalsieger: 1995

Everton
- Meister der Primera B: 2003

Chile B
- Silbermedaille bei den Panamerikanischen Spielen: 1987